# Gibbon (Nebraska)
Gibbon és una població dels Estats Units a l'estat de Nebraska. Segons el cens del 2000 tenia 1.759 habitants.

## Demografia
Segons el cens del 2000, Gibbon tenia 1.759 habitants, 641 habitatges, i 464 famílies. La densitat de població era de 808,5 habitants per km².
Dels 641 habitatges en un 38,2% hi vivien nens de menys de 18 anys, en un 62,4% hi vivien parelles casades, en un 6,9% dones solteres, i en un 27,5% no eren unitats familiars. En el 24,3% dels habitatges hi vivien persones soles el 12,3% de les quals corresponia a persones de 65 anys o més que vivien soles. El nombre mitjà de persones vivint en cada habitatge era de 2,7 i el nombre mitjà de persones que vivien en cada família era de 3,2.
Per edats la població es repartia de la següent manera: un 30,3% tenia menys de 18 anys, un 7,5% entre 18 i 24, un 28,1% entre 25 i 44, un 19,6% de 45 a 60 i un 14,6% 65 anys o més.
L'edat mediana era de 34 anys. Per cada 100 dones de 18 o més anys hi havia 97,1 homes.
La renda mediana per habitatge era de 34.955 $ i la renda mediana per família de 42.688 $. Els homes tenien una renda mediana de 27.813 $ mentre que les dones 19.297 $. La renda per capita de la població era de 15.013 $. Aproximadament el 4,7% de les famílies i el 7,8% de la població estaven per davall del llindar de pobresa.

## Poblacions més properes
El següent diagrama mostra les poblacions més properes.